# Bruce Tuckman
Pour les articles homonymes, voir Tuckman.
Bruce Wayne Tuckman (1938-2016) est un psychologue américain qui a proposé un modèle de construction de la cohésion d'un petit groupe (« team-building ») en cinq étapes (quatre à l'origine).
Selon son modèle appelé « Forming - storming - norming - performing - Adjourning » le processus se déroule comme suit :
1. Formation : aller vers les autres ;
2. Tension : abaissement des barrières de la politesse et tentative d'aller dans le vif du sujet même si cela engendre quelques altercations ;
3. Normalisation : s'habituer à chacun, et développer la confiance et la productivité ;
4. Exécution : travailler dans un groupe avec un but commun sur une base hautement efficace et coopérative ;
5. Dissolution (étape ajoutée en 1977) : désengagement du personnel, en particulier pour les organisations fonctionnant en mode projet.

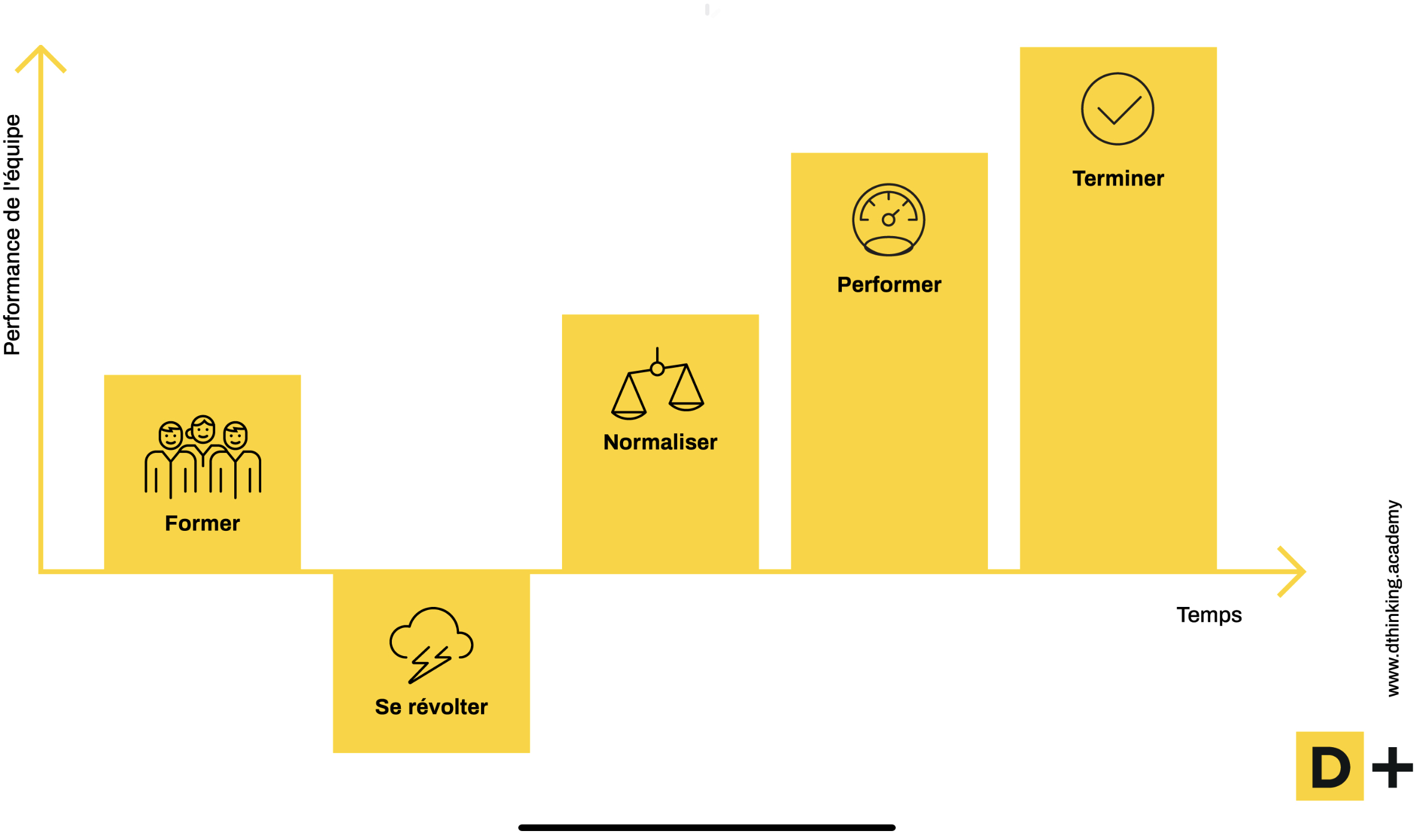
Schématisation des phases de développement d'une équipe selon Tuckman.

## Publication
- (en) « Developmental sequence in small groups », Psychological Bulletin, Volume 63, Number 6, p. 384-99.